# 拉西·埃泰莱塔洛

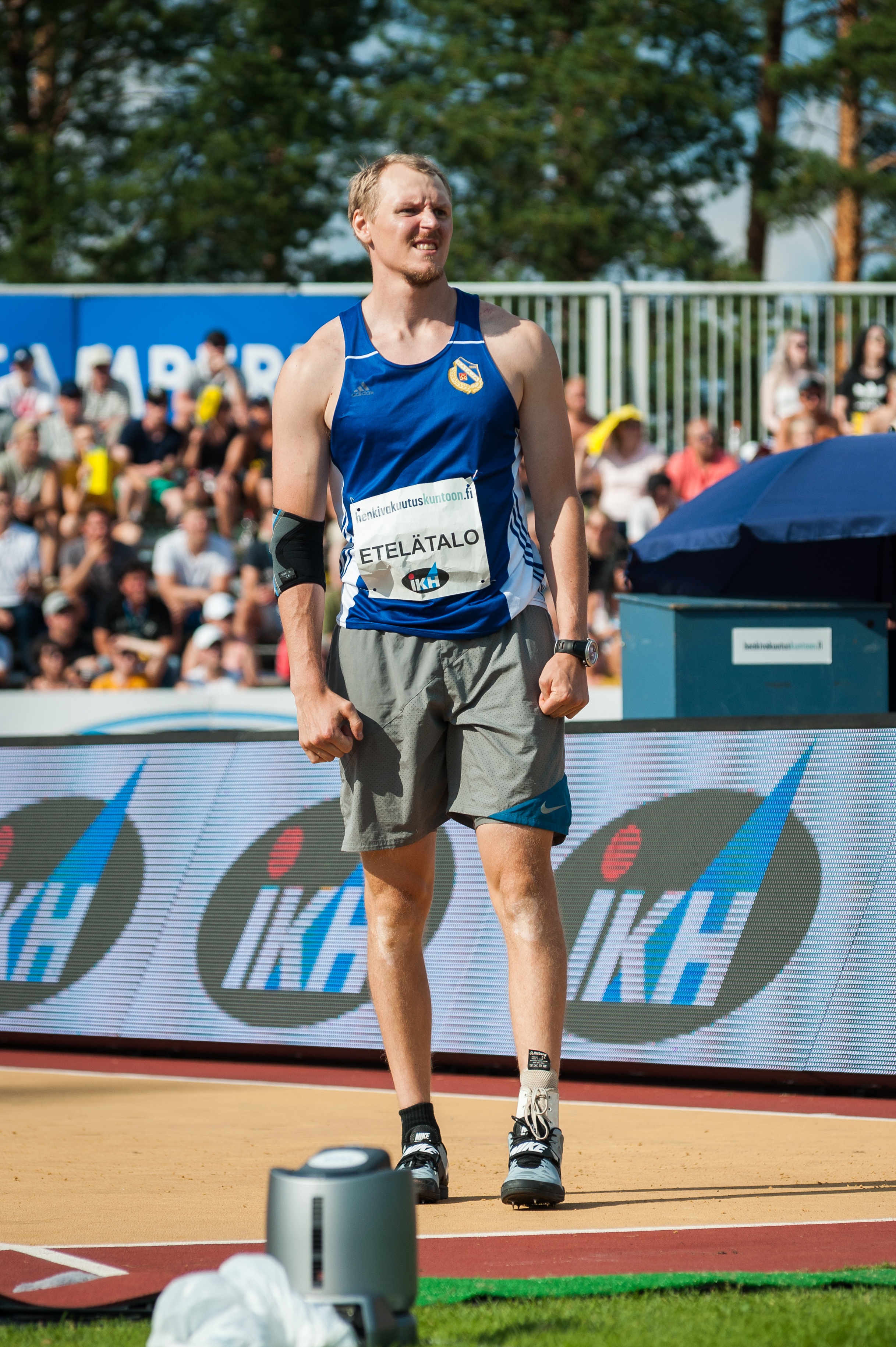
2018年时的埃泰莱塔洛

拉西·埃泰莱塔洛（芬蘭語：Lassi Etelätalo，1988年4月30日—），芬兰标枪运动员。他以86.44米的成绩在2022年欧洲田径锦标赛取得标枪铜牌，他也曾参加2020年夏季奥林匹克运动会。